# Piliocolobus lulindicus
Piliocolobus lulindicus is een zoogdier uit de familie van de apen van de Oude Wereld (Cercopithecidae). De wetenschappelijke naam van de soort werd voor het eerst geldig gepubliceerd door Paul Matschie in 1914. Mogelijk is Piliocolobus lulindicus een ondersoort van Piliocolobus foai.

## Voorkomen
De soort komt voor in het oosten van Congo-Kinshasa.